# Baptiste Addis
Baptiste Addis, né le 7 décembre 2006, est un archer français. Il est vice champion olympique en épreuve par équipe lors des Jeux olympiques de Paris en 2024.

## Biographie
Baptiste Addis fait sa première apparition à la Coupe du Monde Hyundai de tir à l’arc la saison 2022 à l’âge de 15 ans. Aux Jeux européens en juin 2023, il se classe quatrième du tour de qualification avec un score de 683 mais s'incline en quart-de-finale face au Moldave Dan Olaru ; il participe un mois après aux championnats du monde à Berlin finissant 33e au classement individuel. Lors de la quatrième manche de coupe du monde 2023 à Paris, il se hisse à la sixième place.
Pour la saison 2024, il échoue au pied du podium en individuel pour la première manche à Shanghai en avril 2024 mais remporte l'argent par équipe mixte avec sa coéquipière ; il participe le mois suivant aux Championnats d'Europe à Essen en Allemagne : en individuel, il s'incline dans le match pour la médaille de bronze face à son compatriote Jean-Charles Valladont puis remporte le titre par équipe avec Valladont et Chirault. Lors des Jeux olympiques de 2024, il se qualifie 6ème après le tour de qualification. Dans l'épreuve individuelle, il arrive en quart de finale, où il se fait éliminer par Florian Unruh. Dans l'épreuve par équipe, il gagne la médaille d'argent avec Chirault et Valladont après une défaite contre l'équipe coréenne.

## Palmarès
- Championnats d'Europe
  -  Médaille d'or : épreuve par équipe homme aux championnats d'Europe 2024 de Essen.
- Jeux olympiques de 2024 à Paris (France) :
  -  Médaille d'argent par équipe

## Distinctions
- Chevalier de l'ordre national du Mérite (2024)[5]